# Назарабад (шахрестан)
Назарабад (перс. شهرستان نظرآباد‎) — один из шахрестанов иранской провинции Альборз. Административный центр — город Назарабад.
В административном отношении содержит в своём составе два бахша, которые, в свою очередь, подразделяются на три сельских округа (дехистана):
- Меркези (центральный) (перс. بخش مرکزی شهرستان نظرآباد‎)
  - Ахмедабад (перс. دهستان احمدآباد‎)
  - Неджмабад (перс. دهستان نجمآباد‎)
- Танкеман (перс. بخش تنکمان‎)
  - Танкеман (перс. دهستان تنكمان‎)

В состав шахрестана Назарабад входят два города: Назарабад и Танкеман.

## Население
По данным переписи 2006 года население шахрестана составляло 128 666 человек (65 450 мужчин и 63 216 женщин). Насчитывалось 32 373 домохозяйства. Уровень грамотности населения составлял 76,4 %.

## Населённые пункты
- Алисейед
- Анбартеппе
- Ахмедабаде-Мосаддек
- Бахтиар
- Газерсенг
- Денгизек
- Доулетабад
- Ибрахим-Бейги
- Каземабад
- Калейе-Азари
- Карпузабад
- Кархане-Фехре-Иран
- Касемабаде-Кучек
- Керимабад
- Мохаммедабад
- Неджмабад
- Ноукенд
- Сеферхадже
- Фирузабад
- Хаджиабад
- Хаджибейк
- Хорремабад
- Хосейнабад
- Шейх-Хасан
- Экбалие